# Алту-Алегри-ду-Пиндаре

Алту-Алегри-ду-Пиндаре на карте штата.

Алту-Алегри-ду-Пиндаре (порт. Alto Alegre do Pindaré) — муниципалитет в Бразилии, входит в штат Мараньян. Составная часть мезорегиона Запад штата Мараньян. Входит в экономико-статистический микрорегион Пиндаре. Население составляет 31 057 человек на 2010 год. Занимает площадь 1932,289 км². Плотность населения — 16,07 чел./км².

## Демография
Согласно сведениям, собранным в ходе переписи 2010 г. Национальным институтом географии и статистики (IBGE), население муниципалитета составляет:
| Полное население                               | Полное население                               | Полное население                               | Полное население                               | 31 057 |
| ---------------------------------------------- | ---------------------------------------------- | ---------------------------------------------- | ---------------------------------------------- | ------ |
| в том числе:                                   | Городское население                            | 9829                                           | Процент городского населения, %                | 31,65  |
|                                                | Сельское население                             | 21 228                                         | Процент сельского населения, %                 | 68,35  |
|                                                | Мужское население                              | 16 022                                         | Процент мужского населения, %                  | 51,59  |
|                                                | Женское население                              | 15 035                                         | Процент женского населения, %                  | 48,41  |
| Плотность населения, чел/км²                   | Плотность населения, чел/км²                   | Плотность населения, чел/км²                   | Плотность населения, чел/км²                   | 16,07  |
| Население муниципалитета в % к населению штата | Население муниципалитета в % к населению штата | Население муниципалитета в % к населению штата | Население муниципалитета в % к населению штата | 0,47   |

По данным оценки 2016 года, население муниципалитета составляет 31 287 жителей.

## История
Город основан 10 ноября 1994 года.

## Статистика
- Валовой внутренний продукт на 2003 год составляет 54 656 657,00 реалов (данные: Бразильский институт географии и статистики).
- Валовой внутренний продукт на душу населения на 2003 год составляет 1648,02 реалов (данные: Бразильский институт географии и статистики).
- Индекс развития человеческого потенциала на 2000 год составляет 0,542 (данные: Программа развития ООН).